# Анценгрубер, Людвиг
Людвиг Анценгрубер (нем. Ludwig Anzengruber; 29 ноября 1839, Вена, Австрийская империя, ныне Австрия — 10 декабря 1889, там же) — австрийский драматург. Лауреат премии Шиллера (1878).

## Биография
Сын мелкого чиновника, он должен был вследствие неблагоприятных условий отказаться от университетского образования; сделавшись книжным торговцем, он старался обогатить себя познаниями; с 1860—67 годов был актёром, затем сотрудничал во многих юмористических журналах, писал рассказы. Уже будучи актёром, Анценгрубер пытался писать драматические произведения, и в 1870 году ему удалось обратить на себя внимание антиклерикальным драматическим произведением в народном духе «Священник из Кирхфельда» (1870 г.; 2-е изд. вместе с рецензий Г. Лаубе, 1875).
Изображён на австрийской почтовой марке 1989 года.

## Сочинения
- «Крестьянин-клятвопреступник» («Des Meineidbauer», 1871)
- «Die Kreuzelschreiber» (1872)
- «Elfriede» (1873)
- «Дочь ростовщика» (Die Tochter des Wucherers, 1873)
- «Червяк совести» (1874)
- «Рука и сердце» (1875)
- трагедия «Двойное самоубийство» (1876)
- «Нашла коса на камень» (1877)
- «Der ledige Hof» (1877)
- «Четвёртая заповедь» (1878)
- «s’Jung ferngift»
- «Ein Faustschlag» (1878)
- «Die Trutzige»
- «Старый венец» (1879)
- «Die umgekehrte Freit»,
- «Aus’m gewohnten Gleis» (1880)
- «Пощёчина» (1887)
- роман «Der Schandfleck» (Вена, 1876)
- сборники «Dorfgange» (2 т., Вена, 1879) и «Benannte von des Strasse» (Вена, 1881)